# Sistema di bilancio degli enti locali
Il sistema di bilancio degli enti locali costituisce lo strumento, previsto dal Art. 13 comma, 1 D.lgs. 170/2006, essenziale per il processo di pianificazione (programmazione e previsione), gestione e rendiconto economico svolto all'interno degli enti locali. Le sue finalità sono quelle di fornire informazioni in merito ai programmi futuri, a quelli in corso di realizzazione ed all'andamento dell'ente a favore dei soggetti interessati al processo di decisione politica, sociale ed economico-finanziaria.
Tale articolo prevede, all'interno del sistema di bilancio, documenti di programmazione di mandato e programmazione esecutiva (o previsione). Come documenti relativi alla programmazione di mandato sono indicati le linee programmatiche e il piano generale di sviluppo.